# العلاقات الدنماركية الكويتية
العلاقات الكويتية الدنماركية هي العلاقات الدولية بين الدنمارك والكويت. تملك الكويت عدداً قليلاً من المغتربين الدنماركيين في أراضيها، في حين يتواجد عدد من الشركاء التجاريين الكويتيين في الدنمارك، بدأت العلاقات بالتوتر في عام 2005 كسائر الدول العربية والإسلامية مع دولة الدنمارك على خلفية إساءة إحدى الصحف للنبي محمد، وفي عام 2008 طالب نواب بمجلس الامة الكويتي بقطع العلاقات الدبلوماسية بين البلدين بشكلٍ نهائي، وفي العقد الثاني من الألفية الثالثة قلّت التوترات من حدتها، وفي عام 2015استقبل أمير الكويت رئيسة وزراء الدنمارك وبحثا العلاقات الثنائية التي تربط البلدين والشعبين، كما تم بحث القضايا ذات الاهتمام المشترك وآخر المستجدات على الساحتين الإقليمية والدولية.